# Скобелево (Старозагорська область)
Ско́белево (болг. Скобелево) — село в Старозагорській області Болгарії. Входить до складу общини Павел-Баня.

## Населення
За даними перепису населення 2011 року у селі проживали 727 осіб.
Національний склад населення села:
| Національність   | Кількість осіб | Відсоток |
| ---------------- | -------------- | -------- |
| болгари          | 265            | 36,8%    |
| турки            | 238            | 33,1%    |
| цигани           | 212            | 29,4%    |
| Всього відповіли | 720            |          |

Розподіл населення за віком у 2011 році:
Динаміка населення: